# Запис миро храст на Пупунку (Базовик)
Запис миро храст на Пупунку (Базовик) се налази на парцели чији је власник Град Пирот.

## Локација
| Општина             | Пирот                                                            |
| Катастарска општина | Базовик                                                          |
| Потес               | Пупунак                                                          |
| Координате          | 43° 17′ 44″ С; 22° 26′ 13″ И / 43.2956° С; 22.437000000000001° И |
| Надморска висина    | 695m                                                             |

## Карактеристике
Дендрометријске вредности утврђене на терену и сателитским снимцима:
| Стабло                     | Храст |
| Висина стабла              | m     |
| Обим дебла                 | m     |
| Пречник крошње             | 0m    |
| Пречник дебла              | m     |
| Висина дебла до прве гране | m     |

## База записа
Запис је у оквиру Викимедија пројекта "Запис - Свето дрво" заведен под редним бројем 0861.